# Jacques Pinchart
Jacques Pinchart – belgijski strzelec, olimpijczyk.
Brał udział w Letnich Igrzyskach Olimpijskich 1908. Startował w jednej konkurencji, w której zajął 37. miejsce.

## Wyniki olimpijskie
| Igrzyska | Konkurencja                 | Wynik      | Miejsce    | Źródło |
| -------- | --------------------------- | ---------- | ---------- | ------ |
| IO 1908  | Pistolet dowolny, 50 jardów | 372 punkty | 37 (na 43) | [ 1 ]  |